# Österbybruk

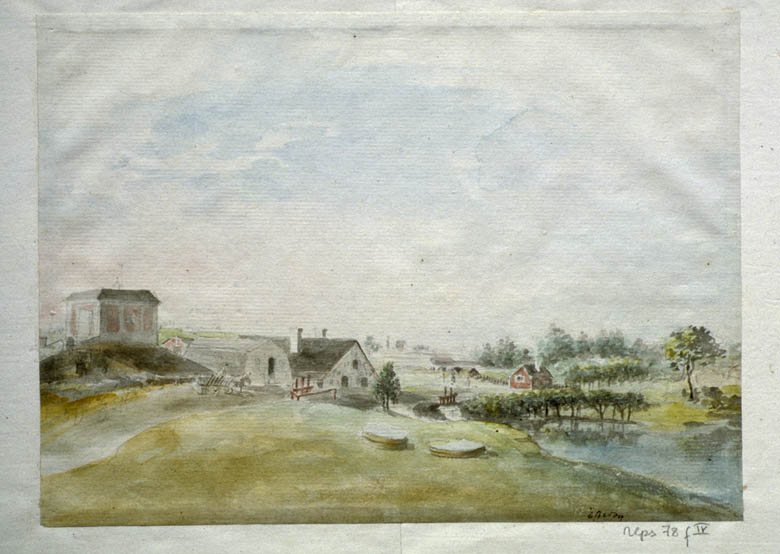
Utsikt över hytta och hammare i Österby på 1790-talet. Akvarellerad pennteckning av Elias Martin.

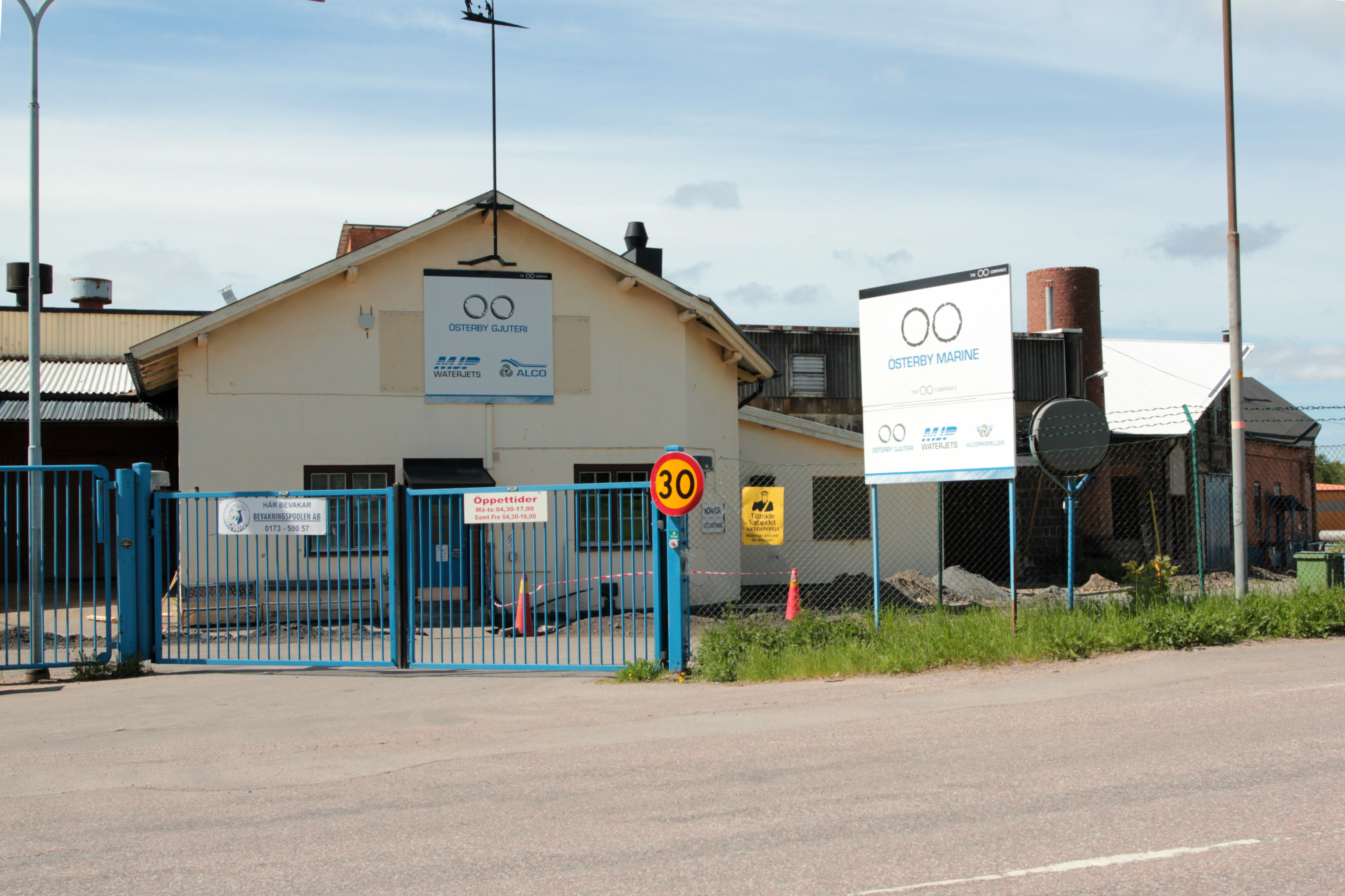
Österby Gjuteri

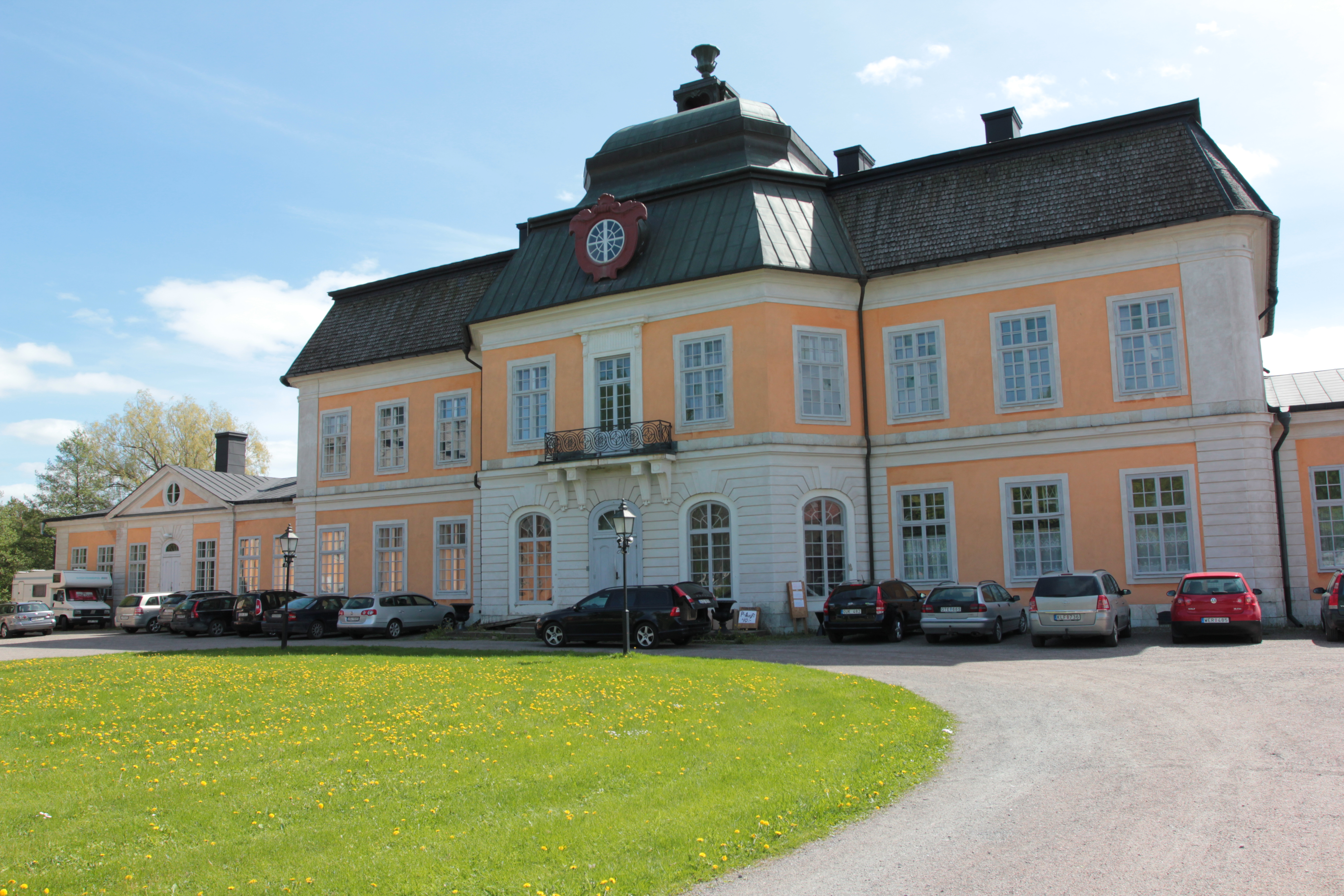
Corps-de-logit på Österbybruks herrgård

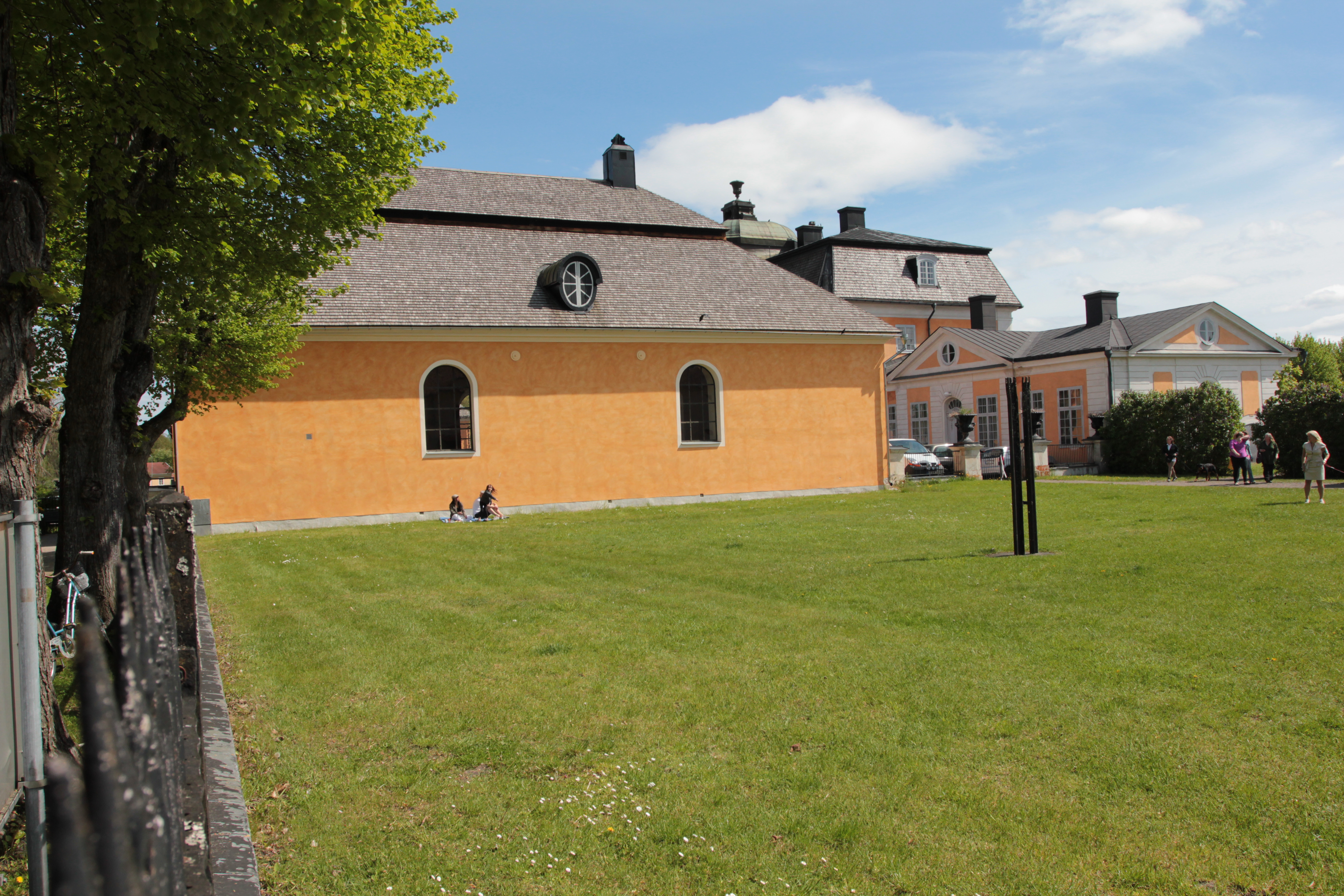
Österbybruks kyrka och västra herrgårdsutbyggnaden

Österbybruk (Österby bruk) är en tätort i Östhammars kommun, Uppsala län. Österbybruk hade 2 272 invånare i slutet av år 2010. Österbybruk är ett av vallonbruken och är känt för världens enda helt bevarade vallonsmedja och de båda brännstålugnarna i mycket gott skick. Större tillfartsvägar är länsvägarna 290 samt 292.

## Historia
Under 1400-talet tillhörde Österby gård Örbyhus, som i sin tur innehades av Vasa-ätten. Gustav Vasa anlade med hjälp av främst tyska experter ett järnbruk specialiserat på krigsmateriel. På 1600-talet kom Österby 1643 tillsammans med Lövsta och Gimo i Louis De Geers ägo. Ostindiska Kompaniets ägare Claes Grill förvärvade bruket 1758, sedan Antoine De Geer avlidit. 1802 överlät Anna Johanna Grill halva bruket till Per Adolf Tamm, eftersom hon tyckte hans motstånd mot Gustaf IV Adolfs skattehöjningar och i och med det avsägande av adelskapet var hedervärt. 1821 stod Per Adolf Tamm som ensam ägare av Österbybruk och ägdes inom släkten fram till 1916. Det förvärvades då av Gimo-Österby Bruks AB (från 1927 ingående i Fagersta Bruks-koncernen). År 1983 lades verksamheten ned, men lever ändå vidare genom Österby Gjuteri AB som fortsatt använder stämpeln med de båda ringarna som kännetecknat kvalitetsjärn ifrån Österby sedan mer än 250 år. År 2012 återinvigdes Dannemora gruvor men gick sedan i konkurs 2015 och är nu inte i drift.
Tidigare gick Dannemora-Hargs Järnväg genom Österbybruk. Persontrafiken vid Österbybruks järnvägsstation upphörde omkring 1960. Banan breddades till normalspår på 1970-talet och används i dag för godstrafik till och från hamnen i Hargshamn. 

### Befolkningsutveckling
| Befolkningsutvecklingen i Österbybruk 1900–2020 | Befolkningsutvecklingen i Österbybruk 1900–2020 | Befolkningsutvecklingen i Österbybruk 1900–2020 | Befolkningsutvecklingen i Österbybruk 1900–2020 | Befolkningsutvecklingen i Österbybruk 1900–2020 |
| ----------------------------------------------- | ----------------------------------------------- | ----------------------------------------------- | ----------------------------------------------- | ----------------------------------------------- |
|                                                 |                                                 |                                                 |                                                 |                                                 |
| År                                              |                                                 |                                                 | Folkmängd                                       | Areal (ha)                                      |
| 1900                                            | 1900                                            |                                                 | 878                                             | †                                               |
| 1960                                            | 1960                                            |                                                 | 1 908                                           |                                                 |
| 1965                                            | 1965                                            |                                                 | 2 198                                           |                                                 |
| 1970                                            | 1970                                            |                                                 | 2 593                                           |                                                 |
| 1975                                            | 1975                                            |                                                 | 2 425                                           |                                                 |
| 1980                                            | 1980                                            |                                                 | 2 644                                           |                                                 |
| 1990                                            | 1990                                            |                                                 | 2 386                                           | 240                                             |
| 1995                                            | 1995                                            |                                                 | 2 330                                           | 244                                             |
| 2000                                            | 2000                                            |                                                 | 2 210                                           | 244                                             |
| 2005                                            | 2005                                            |                                                 | 2 230                                           | 245                                             |
| 2010                                            | 2010                                            |                                                 | 2 272                                           | 251                                             |
| 2015                                            | 2015                                            |                                                 | 2 331                                           | 277                                             |
| 2020                                            | 2020                                            |                                                 | 2 375                                           | 281                                             |
| † Som köpingsliknande samhälle 1900.            |                                                 |                                                 |                                                 |                                                 |

## Samhället

### Österbybruk Folkets hus och Park

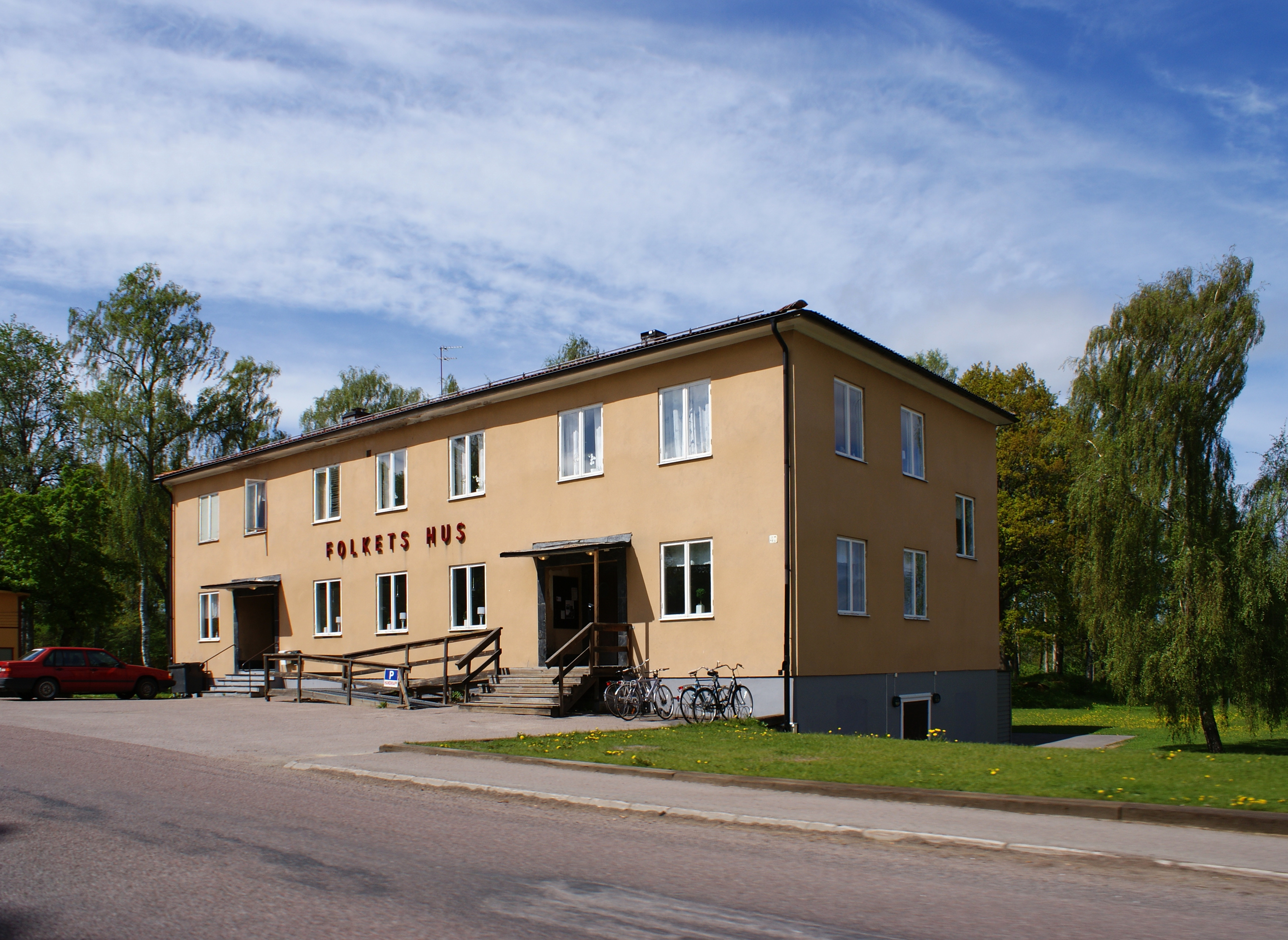
Österbybruk Folkets hus år 2012. Till vänster finns parken.

Österbybruk Folkets hus och Folkets Park finns på orten. 1922 bildades föreningen Folkets Hus förening Österby-Dannemora, och 1983 bildades en ny förening för enbart Österbybruk. 2007 målades byggnaderna om.

### Bankväsen
Tätorten hade tidigare två bankkontor. Swedbank stängde sitt kontor den 20 april 2018. I mars 2021 meddelades det att även Handelsbanken skulle stänga i Österbybruk, varefter orten står utan bankkontor.

## Evenemang
Varje år i juni hålls en nyckelharpsstämma med spelmanstävlingar i nyckelharpa i parken till Österbybruks herrgård. Nyckelharpstämman och Gillestämman, till minne av brukets kända spelman Hasse Gille, är numera sammanslagna till en stämma. Andra helgen i augusti hålls den årliga Eldfesten. Nästan varje helg från maj till september hålls auktioner i herrgårdsparken.

## Sevärdheter
Sevärdheter är herrgårdsområdet med park, damm och smedsbostaden, vallonsmedjan, utställningar i Ånghammaren, hembygdsgård.

## Karl Kilbom
Den kommunistiske, senare socialdemokratiske politikern Karl Kilbom föddes 1885 i Österbybruk och en av ortens huvudgator bär idag hans namn Karl Kihlboms väg (med gammalstavning). Första delen av Kilboms memoartrilogi Ur mitt livs äventyr skildrar hans uppväxttid i Österbybruk.